# 坎普河

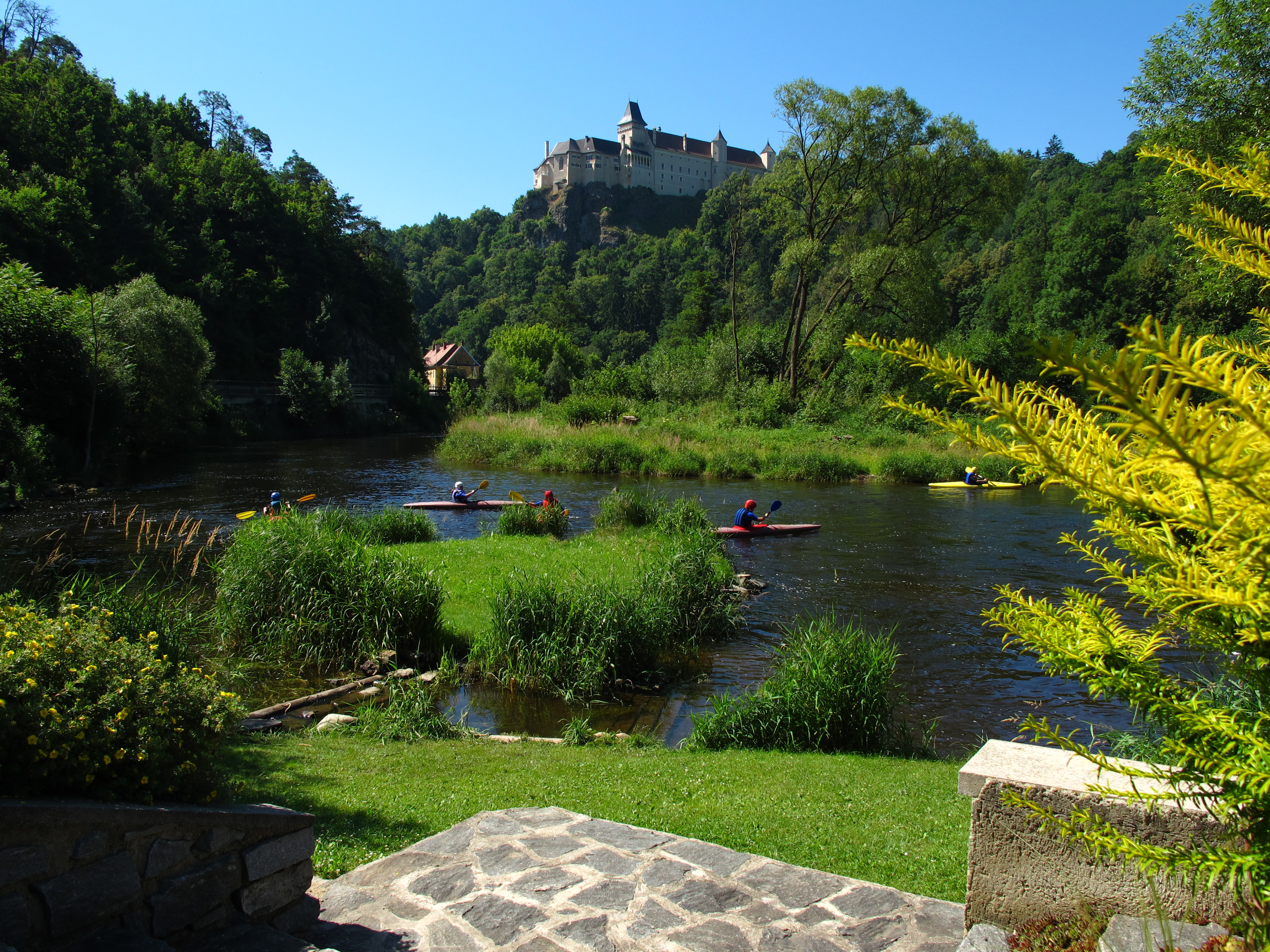

坎普河是奧地利的河流，位於該國北部，河道全長153公里，流域面積1,753平方公里，發源自下奧地利州和上奧地利州接壤的邊境，最終在格拉芬沃特附近注入多瑙河。
48°23′N 15°48′E / 48.383°N 15.800°E